# Cucullanellus annulatus
Cucullanellus annulatus är en rundmaskart. Cucullanellus annulatus ingår i släktet Cucullanellus och familjen Cucullanidae. Inga underarter finns listade i Catalogue of Life.